# Paravea

Situación de Paravea en Epiro.

Paravea (en griego: Παραυαία) fue un territorio de la antiguos griegos en la región de Epiro. Los habitantes de la zona eran conocidos como paraveos (en griego: Παραυαῖοι, una tribu griega tesprota cuyo nombre significaba ‘los que habitan junto al río Aóos’.

## Historia
Debido al hecho de que los topónimos griegos que conservan rasgos arcaicos se encuentran muy densamente en la zona más amplia (Epiro, Tesalia occidental y septentrional y Pieria), parece que los hablantes del  idioma protogriego habitaban una región que incluía Paravaea antes de las migraciones de finales de la Edad del Bronce (finales del III-principios del II milenio a. C.).
Al comienzo de la guerra del Peloponeso (429 a. C.), los paraveos bajo el liderazgo del rey Oredo (en griego: Ὄροιδος) se unieron forzosamente junto con la cercana Oréstide como aliados de Esparta contra Acarnania Aquella vez estaban más vagamente asociados con las tribus adyacentes de los molosos y los atintanes.
En 350 a. C., Paravea fue incorporada al reino de Macedonia como parte de Alta Macedonia. Más tarde, en 294 a. C., la zona quedó bajo el control de Pirro de Epiro. En el siglo III a. C., son descritos como una «nación/tribu tesprota» por Riano y por Esteban de Bizancio (siglo VI d. C.) citando a Riano.

## Localización
Paravea se encontraba en la antigüedad entre las regiones tribales del norte de Epiro.